# Antoni Altisent i Balmas
Antoni Altisent i Balmas (Barcelona, 20 de juliol de 1918 - Barcelona, 19 de desembre del 1990) fou un compositor de música de cambra, goigs, sardanes i cançons per a piano. Era fill de Joan Altisent i germà de la dibuixant i pintora Aurora Altisent.

## Obres
- Blanca Aurora, sardana
- Capvespre (1968 o abans), sardana enregistrada en disc LP[4]
- Goigs a la Mare de Déu del Roser que es canten a la seva ermita del terme parroquial de Sant Climent de Llobregat, (1985). Lletra de Josep Maria Gibert i Fèlix
- Goigs a llaor de Santa Maria de Poblet, (1961). Lletra de Ramon Muntanyola i Llorach[5]
- Goigs a llaor del Beat Guillem de Montpeller, (1958). Lletra de Josep Massons i Andreu[5]
- Goigs a llaor del patriarca sant Bernat de Claraval, (1959). Lletra de Josep Massons[5]
- Goigs a Santa Maria Estrella del Mar, (1959). Lletra de Josep Maria Gibert
- Goigs en lloança de Sant Bartomeu de Cabanyes que es venera en la seva capella mil·lenària Parròquia d'Orrius, (1959). Lletra de Josep Massons
- Quinteto para clarinete y cuerda (1956), accèssit al "concurs Samuel Ros" de música de cambra[6]
- Suite burlesca (1960) per a orquestra[7]
- Voldria ser, cançó per a veu i piano[8]